# (66652) Борасизи
(66652) Борасизи (англ. 66652 Borasisi) — классический объект пояса Койпера. 10 сентября 2003 года объект был включён в каталог малых планет под номером 66652. 26 сентября 2007 года ему официально присвоено имя. Диаметр оценивается в 166 км.
Объект назван по имени бога солнца в мифологии боконизма в романе Курта Воннегута «Колыбель для кошки».

## Спутник
На снимках телескопа «Хаббл», сделанных 23 апреля 2003 года, у Борасизи был открыт спутник, названный Пабу, обращающийся на расстоянии 4,66 тыс. км от основного тела. Диаметр Пабу сопоставим с диаметром основного объекта и составляет 137 км, поэтому Борасизи и Пабу можно считать двойным объектом.